# Bomba Disney
La bomba Disney, también conocida como Disney Swish, oficialmente 4500 lb Concrete Piercing/Rocket Assisted bomb (bomba de 4500 libras para perforar hormigón asistida por cohete), era una bomba contra búnkeres ayudada por cohete desarrollada durante la Segunda Guerra Mundial por los británicos de la Royal Navy para penetrar objetivos protegidos por hormigón armado, tales como refugios para submarinos, que podían resistir las bombas convencionales de caída libre. Ideado por el capitán de la Royal Navy Edward Terrell, la bomba estaba equipada con cohetes de combustible sólido para acelerar su descenso, dándole una velocidad de impacto de 1.590 km/h y por lo tanto la capacidad de penetrar 4,9 m de hormigón armado antes de detenerse. El nombre se atribuye a una película de propaganda producida por Disney que fue la fuente de inspiración para el diseño.
La bomba Disney se usó, de forma limitada, por la Fuerza Aérea de Estados Unidos (USAF) en Europa entre febrero y abril de 1945. Aunque técnicamente fue un éxito, inicialmente carecían de la suficiente precisión necesaria para los objetivos de transporte aéreo y marítimo. Se desplegó a finales de la guerra y en general tuvieron poco efecto en la campaña de bombardeos de los aliados contra Alemania.

## Antecedentes
Durante la Segunda Guerra Mundial, Barnes Wallis desarrollado para la Royal Air Force (RAF) dos grandes bombas "terremoto", una de cinco toneladas la Tallboy y otra de diez, la Grand Slam, para su uso contra objetivos demasiado protegidos de ser afectados por las bombas convencionales de alto explosivo. Estas enormes bombas fueron diseñadas para caer cerca del objetivo, penetrar profundamente en tierra, y de causar importantes daños estructurales, tales que la reparación antieconómica, por las ondas de choque transmitidas por el suelo. A pesar de que demostró ser capaz de penetrar un espesor considerable de hormigón si se conseguía un impacto directo, estas bombas no había sido diseñado a tal efecto por Wallis, que tenía que trabajar dentro de las limitaciones de precisión de los visores de bombardeo contemporáneos y la consiguiente baja exactitud de los bombardeos.
La bomba Disney, por el contrario, fue diseñado desde el principio para penetrar directamente los techos de considerable espesor de hormigón de búnkeres fortificados. Para este fin, la ojiva está formada de una carcasa de acero inusualmente gruesa rellena de una cantidad relativamente pequeña de explosivo. Se forma era mucho más delgada que las bombas usuales para aviones y un racimo de cohetes de refuerzo acelerado el arma al caer, por lo que impactaba en el blanco con una velocidad mucho mayor que la simple caída libre,( véase: velocidad terminal). Estas características de acuerdo con aproximación de Newton para la profundidad de impacto, y la ecuación de diseño empírica conocida como ecuación de Young que establecen que la penetración más profunda se consigue mediante un proyectil denso, largo y delgado (es decir, tiene una gran densidad en sección), y los ataques con una alta velocidad.

## Descripción
La CP/RA, bomba Disney medía 5,03 m de largo y pesaba 2.000 kg (4.500 lb). El diámetro del cuerpo de la bomba era 280 mm, mientras que el diámetro en la cola era 430 mm. Se compone de tres secciones. La sección de proa fue la cabeza, una carga explosiva de 230 kg (500 lb) de sellita, contenida dentro de una gruesa carcasa antiblindaje de acero y equipada con dos británicos MK I N º 58 la cola de pistola espoletas en la base ( es decir, más alejada de la punta). En la segunda sección se compone de diecinueve motores de cohetes de los proyectil cohete de 3 pulgadas (76 mm) - esencialmente tubos de metal llenos de cordita. En la parte trasera tercero, un cono de cola contiene el circuito que encendió los cohetes. La correinte la obtenía de un pequeño generador movido por la corriente de aire de la bomba de caer. El encendido de cohete se controlaba por un relé de tiempo, o una espoleta barométrica. Había seis pequeñas aletas en la parte trasera de la bomba para estabilizarla. La bomba se suspendía del avión por dos cojinetes. Tres cables de armado conectaban la bomba y el avión. Como la bomba lanzada, un remolcador breve de los cables que armar las espoletas de ojivas y el circuito de encendido por cohete, y desbloquear el generador eléctrico, lo que le permite girar libremente
| A cutaway diagram of a Disney bomb |
| Esquema de una bomba de Disney     |

| Close-up of a Disney bomb |
| Una bomba Disney con el teniente-comandente Murray, Edward Terrell y un "Oficial de Armamento de la Fuerza Aérea", y una bomba montada en un B-17 Flying Fortress |

Para mayor precisión, las bombas tenían que lanzarse desde una altura predeterminada (normalmente 20.000 pies (6.100 m)). Esta durante unos 30 segundos en caída libre hasta que, a 5.000 pies (1.500 m), los cohetes se encendieron, expulsando la sección de cola. El cohete funcionaba durante tres segundos y se añade 300 pies por segundo (91 m / s) a la velocidad de la bomba, dando una velocidad de impacto final de 1.450 pies por segundo (440 m / s, 990 mph), aproximadamente de Mach. 1,29 pruebas de la posguerra demostraron que la bomba eran capaz de penetrar un techo de hormigón de 4,50 m de espesor, con la capacidad prevista (pero no probada) de penetrar 5,0 m de hormigón.

## Desarrollo y pruebas
De acuerdo a la anécdota, la idea surgió después de que un grupo de oficiales de la Royal Navy vio una bomba similar, pero de ficción, en la película de propaganda de animación de Walt Disney del año 1943 Victory Through Air Power, y el nombre de Disney se le dio, en consecuencia, el arma. La Royal Navy desarrolló la bomba a pesar de que el Arma Aérea de la Flota operado ningún avión capaz de llevar a ella. El interés de la Armada en un arma de penetración del hormigón puede explicarse por el uso extensivo de la marina de guerra alemana de embarcaderos fortificados que protegían a los submarinos y torpederas de un ataque aéreo mientras estaba atracado.
La bomba de Disney fue ideado por un oficial naval británico, el capitán Edward Terrell de la reserva voluntaria naval real, quien se desempeñó en la Dirección de Desarrollo de Varios Armas. Antes de la guerra, había sido un abogado y registrador en Newbury. Sin embargo, fue también un entusiasta inventor y había presentado varias patentes antes de la guerra, incluyendo las de un cuchillo de pelar hortalizas y una botella de tinta de pluma.
El desarrollo de la bomba se inició en septiembre de 1943. Aunque no hubo apoyo a la idea a los más altos niveles dentro de la marina, la producción del arma tendría que venir en el marco del Ministerio de la Producción de Aviones (MAP). El Laboratorio de Investigación Vial proporcionan fórmula teórica para la penetración con los datos de Estados Unidos del efecto contra el hormigón armado de los proyectiles de 15-pulgadas (381 mm) y el Ingeniero Jefe de Armamento de Desarrollo en Fort Halstead preparado un diseño preliminar para presentar al MAP. En vista de la oposición, el Primer Lord del Mar preparó un memorándum para que el Comité Anti-U-Boat del cual Churchill era el presidente. Terrell visitó al asesor científico de Churchill el Señor Cherwell para convencerlo de que era factible técnicamente. Debido a la ausencia del primer ministro por enfermedad, no fue hasta enero de 1944 que Churchill expresó su deseo de que la bomba fuera considerada por el comité. Debido al número de departamentos involucrados hubo reuniones con un gran número de técnicos y científicos para confirmar la viabilidad técnica.
A través de la sección de aire Técnica de la USAAC, Terrell recibió apoyo y fue capaz de mostrar el Almirantazgo una maqueta bajo el ala de un Boeing B-17 Flying Fortress. El Ministerio del Aire se opone todavía a su desarrollo en varios punto de vista técnico y que nos llevó a una reunión del Gabinete de Guerra en mayo (el cual asistió a Terrell) para decidir a su favor que dar una prioridad "P plus". Un efecto colateral de la reunión fue que se centró la atención en el tema de los refugios de submarinos y de la Royal Air Force se dirigían a realizar ataques en ellos -. lanzando 26 Tallboy en agosto de ese año
A pesar de ser un arma británica, las bombas Disney sólo eran utilizados por el ejército de Estados Unidos de la Fuerza Aérea, con las bombas de convertirse en un proyecto conjunto entre el americano Octava Fuerza Aérea y la Marina Real Británica, que nunca fueron utilizados por el Comando de Bombarderos la Royal Air Force. El Grupo de Bombardeo 92a se encargó inicialmente con su uso. Las bombas también se dejó caer por el Grupo del bombardeo 305.º y 306.º grupo del bombardeo. El Grupo de Bombardeo 94.º dispuestos a utilizar las bombas, pero no voló operaciones con ellos antes de la guerra en Europa terminara. El B-17 fortalezas volantes operados por estas unidades llevaban las bombas de dos en dos, uno fue arrojado debajo de cada ala, ya que eran demasiado largos para ser transportados en la bodega de bombas B-17. Las Disney se colocaban en mismos montaje externos que se utilizan para la bomba de planeo Aeronca GB-1. Se empleaban cámaras en los aviones para registrar la trayectoria de las bombas y su efecto.
Las pruebas de las bombas Disney comenzó a principios de 1945. Las bombas fueron lanzadas inicialmente en un campo de tiro cerca de Southampton para registrar fotográficamente su trayectoria y calibrar los visores de bombardeo. Esto era necesario pues la trayectoria de vuelo de una bomba acelerada por cohete difería considerablemente de una bomba de caída libre. Los lanzamientos de prueba se llevaron a cabo a continuación, en el búnker de Watten, nombre alemán en clave de Kraftwerk Nord West (ahora conocido como el Blockhaus d'Éperlecques ), un gran búnker alemán de hormigón cerca de Watten en el norte de Francia. Esto era ideal para el propósito puesto que el área había sido capturado por las fuerzas aliadas en septiembre de 1944, y el daño a la estructura podría ser inspeccionadas después de las pruebas de la bomba. Se empelaron cuatro bombas, llevadas por dos B-17, se consiguieron dos impactos en el objetivo. El daño causado se consideró satisfactorio por los observadores de la Armada Real en la tierra.

## Uso en combate

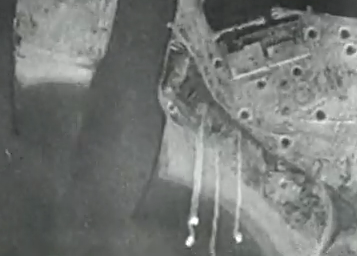
Cuatro bombas Disneys dejan ráfagas de humo tras de sí, mientras aceleran contra el Schnellbootbunker BY (SBB2), IJmuiden, Países Bajos, 1945. Tomada de una película de US Army

El primer ataque de Disney fue contra el puerto de IJmuiden en los Países Bajos. Este era un emplazamiento de dos refugios protegidos separados utilizados por la marina alemana para albergar sus Schnellboote (lanchas rápidas torpederas, conocidas por los aliados como " E-boats "), y mini-submarinos Biber. La estructura más antigua, nombre en clave Schnellbootbunker AY (SBB1), estaba protegido por una cubierta de hormigón de 3,0 m de espesor. La más reciente, nombre en clave Schnellbootbunker BY (SBB2), un techo de 3.0 a 3.7 m de hormigón, con una capa adicional de 0.61 a 1.2 m separadas por un espacio de aire.
Los Schnellboote permanecían en los refugios durante el día, salvo ataque aéreo, y se hacían a la mar al amparo de la noche para atacar a barcos aliados. Los refugios eran objetivos prioritarios ya que los torpederos que protegían era una amenaza considerable a las líneas de suministro que abastecían a las fuerzas aliadas en Europa occidental. Desde agosto de 1944, los dos búnkeres había sido atacado cuatro veces por los escuadrones n.º 9 y n.º 617 de la Fuerza Aérea Real (RAF), con un total de 53 bombas terremoto Tallboy de cinco toneladas. Y numerosos ataques de bombarderos con bombas convencionales, más pequeñas,.
Nueve aviones del grupo de bombardeo 92, que transportaba 18 bombas Disney, atacó Schnellbootbunker BY (SBB2) el 10 de febrero de 1945. El servicio de inteligencia de la Marina Real informó que habían atravesado el hormigón, pero los refugios estaban vacíos en el momento del ataque. El 92.º por lo tanto, lleva a cabo un ataque al refugio SBB1, de nuevo con nueve aviones, el 14 de marzo.
El 30 de marzo 36 aviones de la Octava Fuerza Aérea de EE. UU., incluyendo 12 del grupo de bombardeo 92, atacado con bombas Disney el refugio para submarinos Valentin, un inmenso bloque de hormigón reforzado contra bombas en construcción en el pequeño puerto de Farge, cerca de Bremen, en Alemania (ubicación: 53°13′00″N 8°30′15″E / 53.21667, 8.50417 ). El refugio estaba a punto de terminarse e iba a ser una fábrica para el montaje de U-boats del tipo XXI. La construcción avanzaba desde 1943, mediante el trabajo forzado de 10.000 prisioneros de campos de concentración, prisioneros de guerra y civiles extranjeros (Fremdarbeiter) que sufrió una alta tasa de mortalidad a causa de las terribles condiciones de trabajo.
El techo de Valentín de 4.5 metros de grosor ya había sido penetrado por dos bombas Grand Slam, de 10 toneladas de lanzadas por la RAF tres días antes, el 27 de marzo. Durante el ataque de la Octava Fuerza Aérea, se lanzaron más de sesenta bombas Disney, pero solo uno dio en el blanco con poco efecto, a pesar de instalaciones en todo el búnker recibió daños de consideración. Después del bombardeo, los alemanes hicieron intentos limitados para llevar a cabo las reparaciones antes de abandonar el complejo, la zona fue capturado por el ejército británico cuatro semanas después.
El 4 de abril de 1945, 24 bombarderos B-17 atacaron objetivos fortificados en Hamburgo. El objetivo fue tapado por las nubes por lo que se utilizó la orientación mediante radar para lanzar las bombas. Una misión adicional en mayo de 1945 fue cancelada. Se lanzaron un total de 158 bombas antes del fin de la guerra. Ninguna aeronave o tripulaciones se perdieron durante las cuatro misiones de combate con bombas Disney.

## Desarrollo en la posguerra

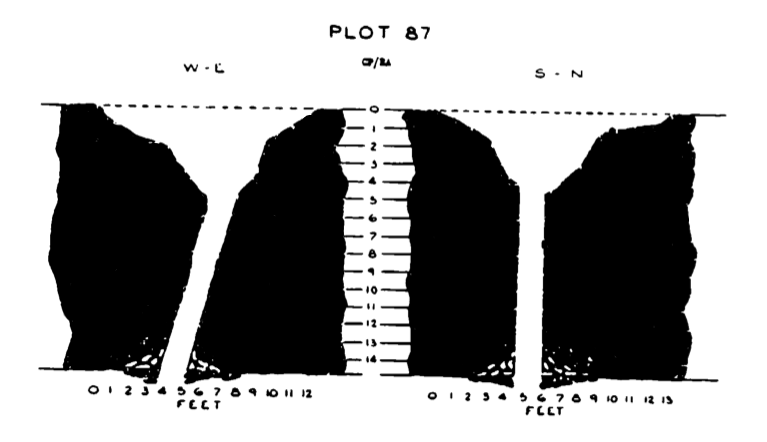
Diagrama de la penetración en el techo producida por el impacto de bombas Disney en el búnker Valentin durante el Proyecto Ruby

En junio de 1945, el Consejo de aire escribió a los Lores del Almirantazgo expresando su "reconocimiento" de la obra que se había hecho en la "bomba de cohete". Las pruebas de la RAF iniciaron bombardeos de la Disney en junio de 1945, utilizando el búnker Watten como objetivo. El bombardeo real fue llevado por la Octava Fuerza Aérea de los EE. UU. en nombre de la Royal Air Force. Sin embargo, Watten resultó demasiado pequeño para ser un objetivo satisfactorio, y Francia se opuso al bombardeo continuado de su territorio en tiempos de paz.
Otras pruebas se llevó a cabo como parte de proyecto Ruby. Este programa conjunto anglo-estadounidense de 1946 tenía la finalidad de probar una amplia gama de bombas de hormigón contra la penetración de un búnker de guerra alemana en la pequeña isla de Helgoland y el refugio para submarinos de Valentin. Las bombas de prueba incluyó la Tallboy y la Grand Slam las dos versiones británicas y las versiones estadounidense la bomba de 22.000 libras (10.000 kg) Amazonas y bombas de 2.000 libras (910 kg) M103 SAP, y la bomba Disney. Las bombas lanzadas sobre Valentin eran inertes, ya que el objetivo no era observar los efectos de las explosiones, sino poner a prueba la penetración del hormigón y la resistencia de las carcasas de bombas. Además, con la reanudación de la paz, se consideró la seguridad de los civiles que vivían alrededor de Valentín.
Heligoland estaba deshabitada ya que su pequeña población había sido evacuada durante la guerra. Era el sitio de un refugio para submarinos con un techo de 3,0 m de espesor. Esto se utilizó para probar bombas cargadas con explosivo (pero con detonadores inertes) para asegurarse que los explosivos utilizados no fueron sensibles a los golpes y detonaban prematuramente al impactar contra el objetivo.
Las prueba en tiempos de paz de la bomba fue mucho más extensa que podría llevarse a cabo antes de su implementación en tiempo de guerra. Un total de 76 bombas Disney se lanzaron sobre la isla de Helgoland, cargadas con una variedad de cargas explosivas, compuestas de shellite, RDX, TNT o Picratol. Treinta y cuatro bombas Disney se lanzaron contra Valentín, 12 con los misiles desactivados y 22 con el lanzamiento de cohetes. Otros cuatro habían sido lanzadas sobre una amplia gama de bomba en Orford Ness para comprobar su exactitud, y para asegurarse de que ninguno podría aterrizar fuera de la zona de exclusión de seguridad que se creó en torno a Valentín durante los ensayos.
El rendimiento de la penetración (14 pies 8 pulgadas (4,47 m) de hormigón) de la Disney se encontró que era satisfactoria, con una penetración máxima estimada de 16 pies 8 pulgadas (5,08 m). Sin embargo, hubo problemas con las bombas. La fiabilidad de la ignición del cohete de refuerzo se consideran no satisfactorias, con una tasa de fallo de alrededor del 37% durante los ensayos. Además, algunas bombas estallaron en el impacto, debido a fallos en la carcasa de acero. Por otra parte, se observó que la ojiva de la bomba era relativamente pequeña por lo que un complejo militar protegido muy grande, como Valentín, habría requerido muchos golpes penetrantes para asegurarse de destruir todos los contenidos.
En comparación, la penetración efectiva del hormigón de la Tallboy y Grand Slams era similares a la de la Disney (alrededor de 14 pies). Sin embargo, estas bombas sólo directamente penetrado en torno a siete metros de hormigón y el espesor restante fue volado en la detonación de enorme carga explosiva de la bomba. El techo de Valentín había sido penetrado por dos impactos de Grand Slam durante la guerra. Pero, ya que no se produjo la detonación en el interior del búnker, un examen después de la guerra reveló poco daño al complejo, aparte de los grandes agujeros en el techo, las instalaciones en el interior del búnker se mantuvieron relativamente indemnes. La conclusión del proyecto Ruby era que ninguno de los las bombas de la prueba fue totalmente adecuada y se recomienda el desarrollo de una nueva bomba penetrante para hormigón.
El 27 de enero de 2009, el cuerpo de una bomba Disney, con sus 500 libras (230 kg) de carga explosiva, se extrajo del techo del búnker Watten (ahora es un museo privado), donde se había incrustado en uno de los ensayos de 1945. La bomba se trasladó al depósito de municiones en La Geule d'Ours - a dos kilómetros del centro de Vimy -, donde se procesa municiones químicas y equipo recuperado de la Primera Guerra Mundial.